# Campolieto
Campolieto ist eine italienische Gemeinde (comune) mit 846 Einwohnern (Stand 31. Dezember 2023) in der Provinz Campobasso in der Region Molise. Die Gemeinde liegt etwa 11,5 Kilometer nordöstlich von Campobasso.

## Gemeindepartnerschaft
Campolieto unterhält eine inneritalienische Partnerschaft mit der Gemeinde Arese in der Metropolitanstadt Mailand.

## Verkehr
Durch die Gemeinde führt die Strada Statale 87 Sannitica von Benevento nach Termoli. Der Bahnhof Campolieto-Monacilioni liegt an der Bahnstrecke von Campobasso nach Termoli.